# MiFi

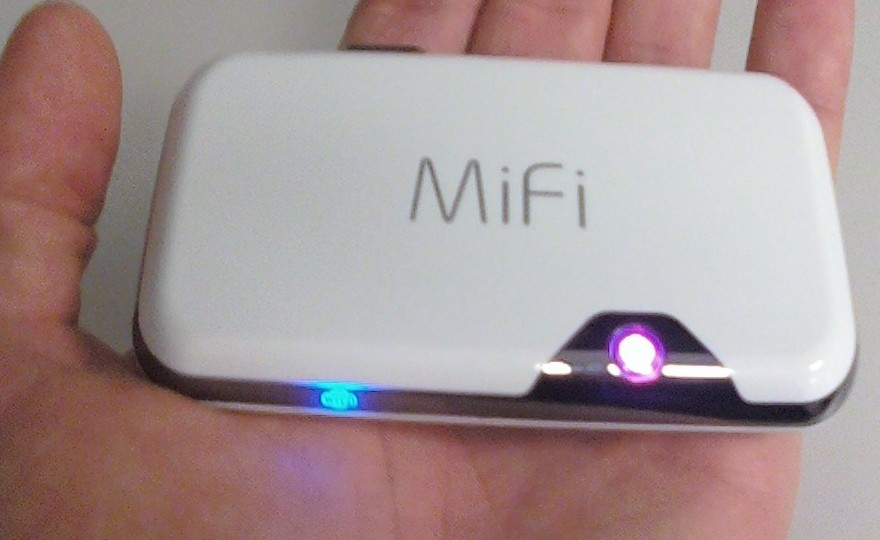
Un MiFi Novatel 2372 "Hotspot de Wi-Fi mòbil Intel·ligent"

MiFi és el nom de la marca utilitzada per descriure un encaminador sense fils que actua com a punt d'accés Wi-Fi. En molts països, incloent-hi els Estats Units, Canadà i Mèxic, Inseego Corp (anteriorment coneguda com a Novatel Wireless) posseeix una marca registrada amb el nom de marca "MiFi"; a l'operador mòbil del Regne Unit Hutchison 3G posseeix la marca "MiFi". Novatel Wireless mai ha ofert una explicació oficial de l'origen del nom "MiFi"; es creu que és curt per "My Wi-Fi". El setembre de 2016 Novatel Wireless va anunciar que acceptava vendre la marca MiFi a TCL Industries Holdings de Hong Kong; s'esperava que la venda es tanqués a principis de 2017, a l'espera de l'aprovació dels accionistes i reguladors.
Un dispositiu MiFi es pot connectar a una xarxa cel·lular i proporcionar accés a Internet fins a deu dispositius. Novatel Wireless va presentar el primer dispositiu MiFi als Estats Units, el maig de 2009. Al Regne Unit, els "MiFi" de 3 són un producte similar de Huawei amb el mateix nom.

## Nom de la marca MiFi
Novatel Wireless posseeix una marca registrada a la marca "MiFi" als estats units (incloent-hi Puerto Rico) i un nombre de països a tot el món:Bahrain, Canadà, Egipte, Alemanya, Ghana, Hongria, Japó, Kuwait, Mèxic, Pakistan, Països Baixos, Nova Zelanda, Polònia, Portugal, Qatar, Romania, Singapur, Eslovènia, Sud-àfrica, Espanya i Tailàndia.
L'excepció notable és al Regne Unit on l'operador mòbil 3 posseeix la marca "MiFi". A l'Índia la marca Mi-Fi és propietat de Mi-Fi Networks Private Limited.

## Dispositius

### Novatel Wireless MiFi 2200

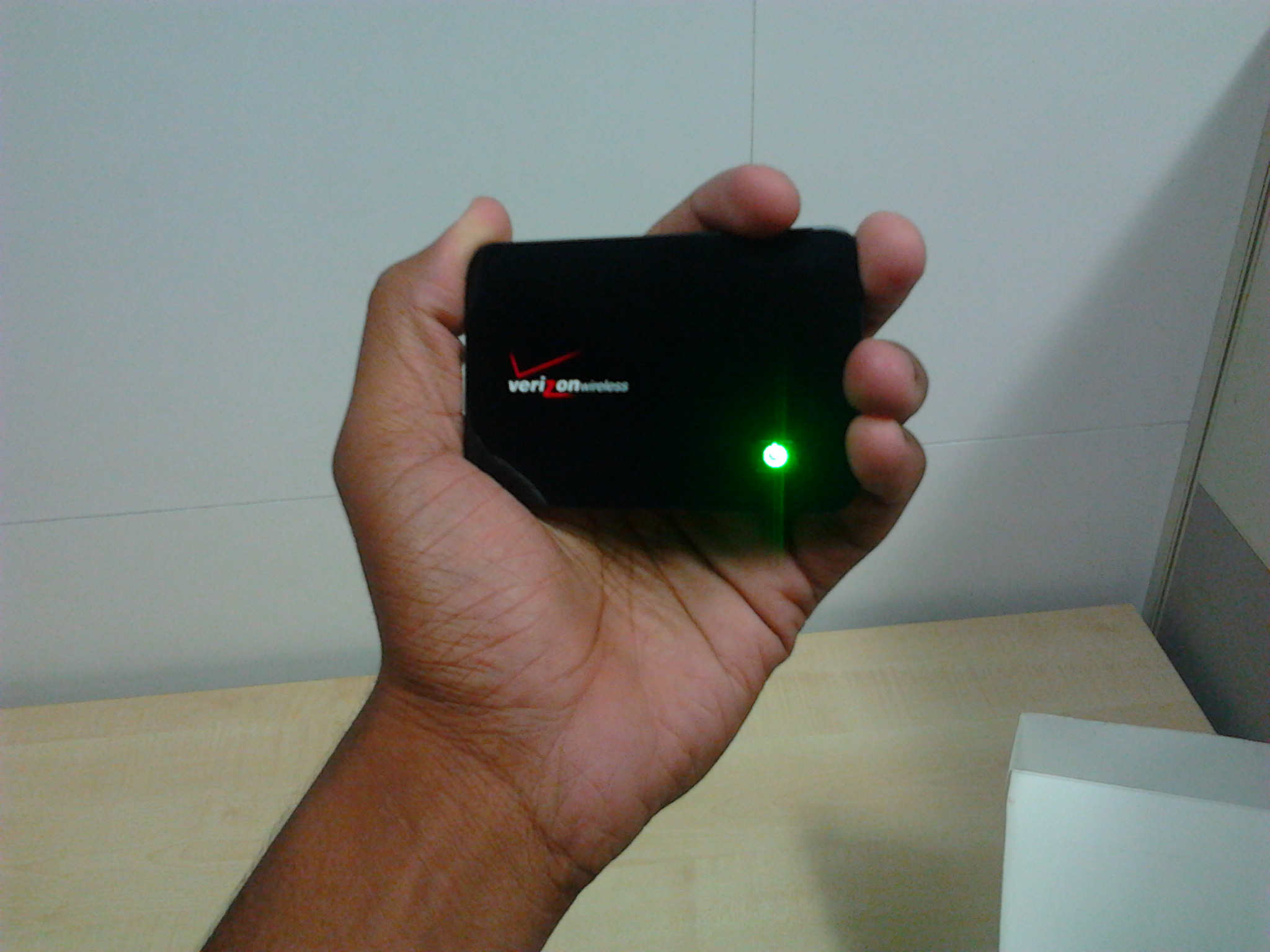
MiFi 2200 de Novatel Wireless per a Verizon Wireless

- Limitat a cinc clients Wi-Fi com portàtils, càmeres, dispositius de joc i reproductors multimèdia; amb l'excepció d'editar manualment el fitxer de configuració del dispositiu per permetre més clients.[7]
- Pot estar connectat a un ordinador a través d'una connexió microUSB, tot i que així desactiva la xarxa Wi-Fi, convertint el dispositiu en un mòdem d'un sol client tradicional.
- Inclou la unitat GPS, que es pot utilitzar en algunes xarxes com Virgin Mobile i no en altres com Verizon.
- Utilitza la xarxa de dades 3G (CDMA 1xEVDO RevA).

### Sèrie Novatel Wireless MiFi 23xx
Les mateixes funcionalitats que 2200, incloent-hi:
- Accepta targeta SD per a l'emmagatzematge de mitjans compartits al dispositiu.
- Utilitza la xarxa de dades 3G (Mini 2352: SUPRA/PATHS 900/1900/2100 MHz, MiFi 2372: SUPRA/PATHS 850/1900/2100 MHz; ambdues suporten GARS/EDGE 850/900/1800/1900 MHz).

### Sèrie Novatel Wireless MiFi 33xx
Les mateixes funcionalitats que 23xx, incloent-hi:
- MiFi OS basat en Linux amb ginys:
  - Missatges: realitza accions de missatgeria basades en SMS com ara llegir, escriure, enviar i rebre missatges SMS.
  - Ús de dades: seguiment de l'ús de dades MiFi a les xarxes d'inici i itinerància.
  - GeoSearch: palanqueja la funcionalitat GPS del MiFi per mostrar un mapa de l'àrea local, cerca l'àrea local, mostra els resultats de la cerca al mapa.
  - Meteorologia: recull les dades meteorològiques de les ubicacions actuals i definides
  - Servidor MiFi DLNA: inici, parada i configuració del servidor MiFi DLNA.

## Dispositius d'accés Wi-Fi mòbils 4G

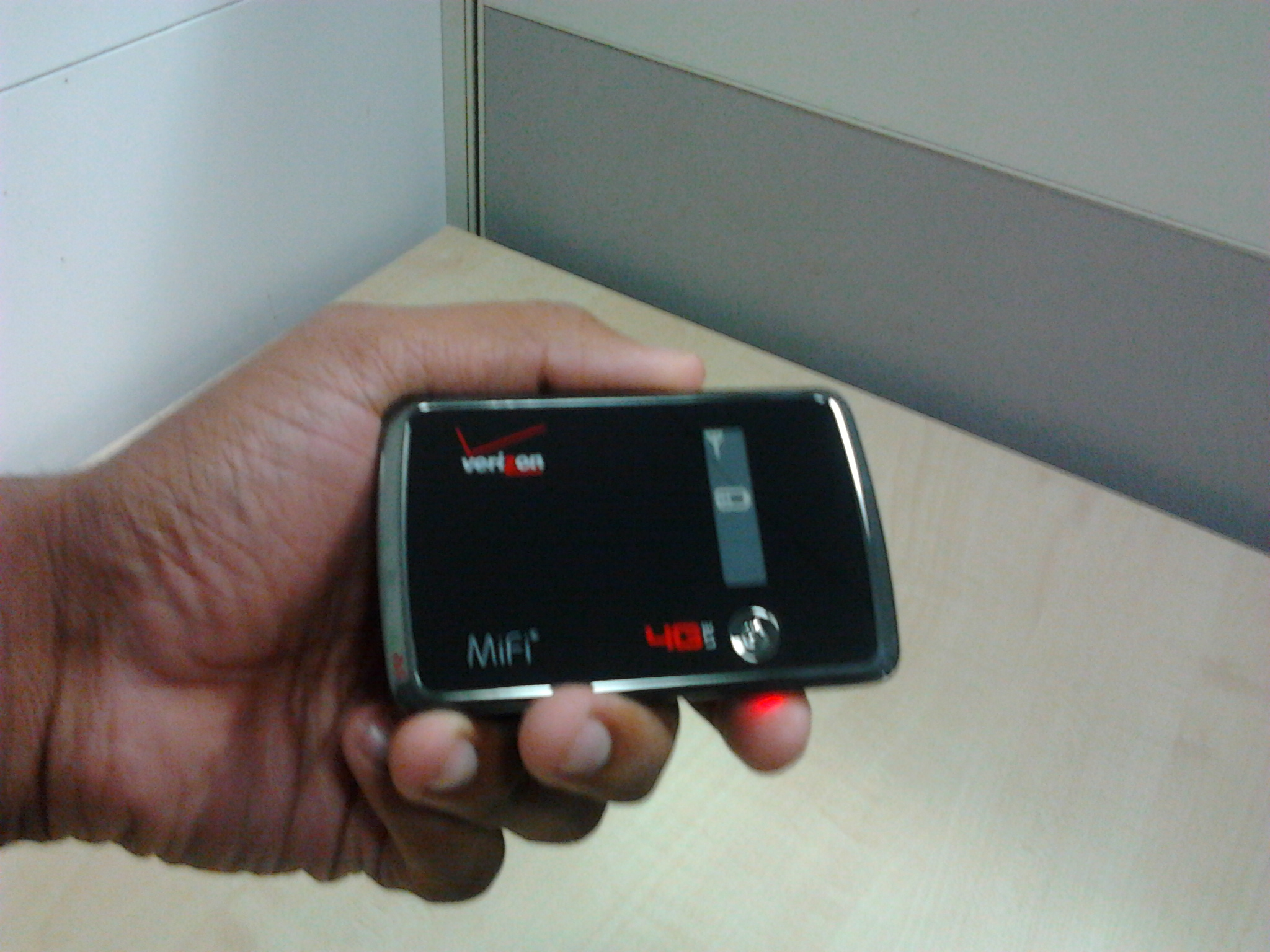
MiFi 4510L de Novatel Wireless per a Verizon Wireless

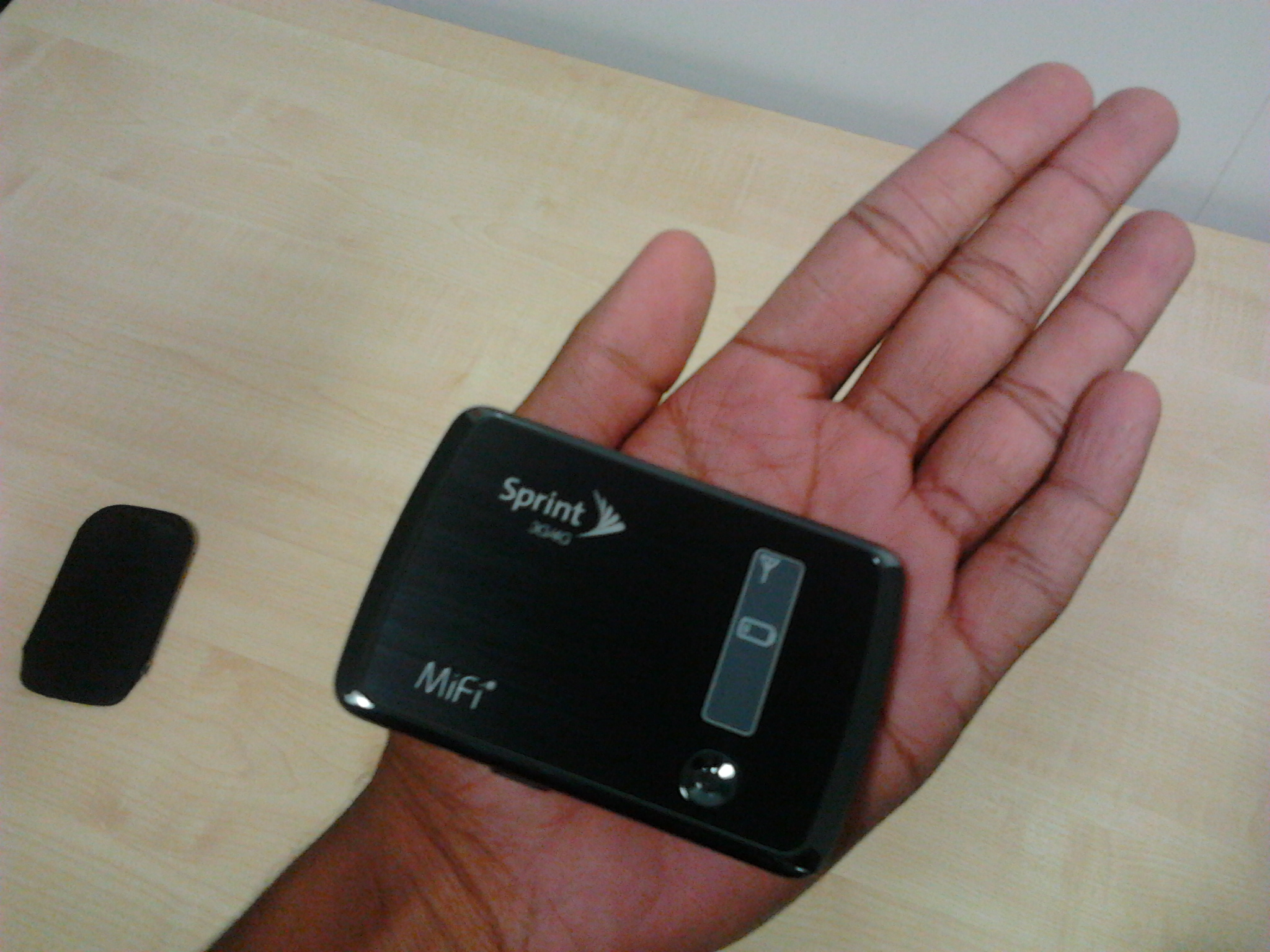
MiFi 4082 de Novatel Wireless per a Sprint Nextel

Al Consumer Electronics Show de Las Vegas del 2011 es va veure la introducció de dos nous dispositius MiFi 4G des de Novatel:
- Verizon Wireless va presentar el model 4510L, que es connectarà a la xarxa LTE 4G de Verizon, que s'espera que suporti una descàrrega de 5-12 Mbps i una pujada de 2-5 Mbit/s.[8]
- Sprint presenta la versió MiFi 4082, una versió amb WiMAX.[9]

Ambdós dispositius mantenen la retrocompatibilitat amb les xarxes 3G existents. Altres característiques inclouen:
- MiFiOS amb suport de ginys
- ranura per a MicroSD
- Receptor GPS
- Vida de la bateria de quatre hores
- Mostra l'estat del plafó frontal utilitzant la tecnologia E Ink. El panell frontal mostra la bateria, la força del senyal i el nombre de dispositius connectats. La dificultat de veure aquesta informació va ser vista com una deficiència important dels primers dispositius MiFi.[9]

## Dispositius d'accés Wi-Fi mòbils 5G
El novembre de 2019, Vodafone Qatar i Inseego Corp. junts van llançar el primer punt de WiFi mòbil 5G disponible comercialment, el 5G MiFi M1100.
- Connecta fins a 16 dispositius simultàniament (15 per Wi-Fi més un per USB o Ethernet)
- Optimització de potència amb tecnologia Quick Charge i bateria d'alta capacitat

## Dispositius sense fils No-Novatel
Una sèrie de proveïdors diferents de Novatel ofereixen serveis personals com "MiFi":

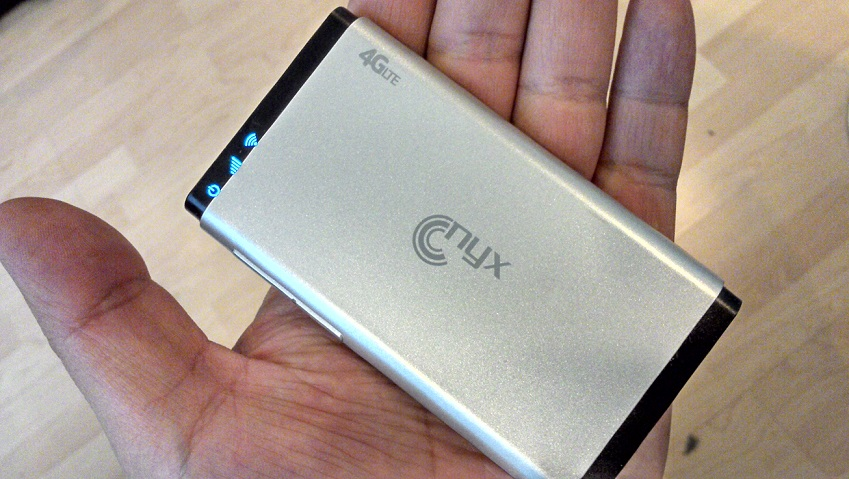
nyx mobile "mifi LTE" mobile router

- Alcatel One Touch Link Y800 venut a EE al Regne Unit
- Dongler Arxivat 2021-03-01 a Wayback Machine. DL9255 - admet connectivitat GSM i Wi-Fi
- D-Link DIR-457/MyPocket
- Freedom Spot Personal Hotspot[12]
- El punt Wi-Fi mòbil de Goodspeed suporta 3G/HSPA
- Huawei E5 E5830 (sèrie), E586 amb HSPA+ i mercat xinès E5805 usant CDMA2000 i ET536 usant TD-SDMA[13]
- mifi LTE nyx mobile és un encaminador mòbil 3G + 4G (LTE) llançat per nyx mobile per a Telcel. Es construeix utilitzant la tecnologia Qualcomm i s'espera que suporti fins a 100 Mbps. (anunciat el juny de 2013 per a Mèxic.
- Netgear AirCard 781S (venut sota el nom Zing per Sprint)
- Option GlobeSurfer III
- Packet One Networks MF230 (ofert com a part del seu pla P1 ToGo)
- Sierra Wireless Overdrive (Nota: 4G és capaç; només disponible als Estats Units a través de Sprint)
- tp-link M7450
- ZTE MF60, MF80
- JioFi és un encaminador mòbil 4G (LTE) llançat a l'Índia.

## Alternatives
Els telèfons mòbils amb connexió a Internet sovint es poden convertir en punts d'accés Wi-Fi mitjançant un procés anomenat "tethering", que és similar a l'ús de dispositius MiFi dedicats.
Les famílies de telèfons següents tenen funcions integrades per crear un punt d'accés Wi-Fi:
- Els telèfons intel·ligents amb Android 2.2 o posteriors[14]
- Els dispositius BlackBerry amb la versió del sistema operatiu OS 7.1 o posterior
- Els dispositius iPhone a partir de l'iPhone 3GS funcionant amb iOS 4.3 o superiors,[15][16][17] i tots els iPhone de Verizon Wireless (publicat inicialment amb iOS 4.2.5)[18]
- Palm Pixi Plus i Pre Plus a Verizon Wireless,[19] amb una tapa de 5 GB
- Els dispositius Windows Phone amb el sistema operatiu 7.5 o posterior (i si l'operador ho permet)[20]